# Seznam pomníků obětem první světové války v okrese Beroun
Seznam pomníků obětem první světové války v okrese Beroun shromažďuje fotografie a další informace o pomnících obětem první světové války nacházejících se v okrese Beroun. V prvním sloupci je název obce (města nebo vesnice), ve které se pomník nachází. Následuje ilustrační fotografie, odkaz na galerii fotografií pomníku, geografické souřadnice pomníku, autor (pokud je znám) a typ pomníku. Typy pomníků mohou být následující: pomník, socha, deska, kaple. Některé pomníky jsou spojeny s pomníky obětem II. světové války, jiné připomínají pouze oběti I. světové války. V poznámce jsou další odkazy např. na místní naučné stezky, číslo v evidenci válečných hrobů apod.. Informace jsou mj. čerpány z webu Spolku pro vojenská pietní místa. K seznamu pomníků jsou postupně vytvářeny články o jednotlivých pomnících a nápisy se jmény padlých budou postupně publikovány odkazy na tyto články.
| Umístění     | Fotografie | Fotografická galerie                                                                | Geografické souřadnice           | Autor | Odhalení    | Popis | Typ | Poznámky                                                        |
| ------------ | ---------- | ----------------------------------------------------------------------------------- | -------------------------------- | ----- | ----------- | --- | --- | --------------------------------------------------------------- |
| Beroun-Jarov |            | Kategorie „World War I memorial in Jarov (Beroun)“ na Wikimedia Commons             |                                  |       |             | kamenný pylon s nápisem - seznamem padlých z I. světové války: Josef Lerch * 1874 + 1920 Ladislav Cipro * 1876 + 1915 Václav Štefan * 1878 + 1917 Václav Mareš * 1878 + 1917 Jan Karmazín * 1881 + 1917 Alois Karmazín * 1883 + 1914 Alois Oktábec * 1884 + 1915 Václav Věchtík * 1889 + 1916 Václav Podražský * 1889 + 1914 František Prošek * 1892 + 1914 Daniel Gališ * 1893 + 1914 Jaroslav Věchtík * 1898 + 1919 Alois Beran * 1893 + 1915 František Limport * 1896 + 1915 | pomník | CZE-2102-03002                                                  |
| Běleč        |            | Kategorie „Pomník Běleč“ na Wikimedia Commons                                       | 49°54′50″ s. š., 14°10′46″ v. d. |       |             | kamenný pylon s nápisem - seznamem padlých z I. světové války: BĚLOHOUBEK VÁCLAV 1881 + 1918 DUSCHENES MAX 1882 + 1918 KRÁLÍK FRANT. 1889 + 1918 MATĚJOVSKÝ JOSEF 1886 + 1918 SUDÍK BOHUSLAV 1889 + 1918 ŠÁLEK VÁCLAV 1886 + 1918 ŽÁČEK ANT. 1876 + 1918 ŽÁČEK VINCENC 1883 + 1914 1939 - 1945 GEN. HOMOLA BEDŘICH KUSÝ JOSEF DUSCHENES JOSEF DUSCHENESOVÁ KAMILA M.U.DR. DUSCHENES ERVÍN MY ZHYNULI, BY VY JSTE SVOBODNĚ ŽILI. | pomník | zastavení A11 Naučné stezky Liteň                               |
| Broumy       |            | Kategorie „World War I memorial in Broumy)“ na Wikimedia Commons                    | 49°58′12″ s. š., 14°10′0″ v. d.  |       |             | hranol s nápisem: OSVOBODITELI PRESIDENTU T.G.MASARYKOVI Obětem války 1914 – 1918 Kraus Karel, Mencl Adolf, Pertl Antonín, Aichman Josef, Pavlíček Antonín, Rosenbaum Josef, Ondráček František, Sýkora František, Rosenbaum Vojtěch, Hornof František, Markup Bohumil, Markup Václav, Pelc František, Tvrz František, Šnobl Karel, Holý Josef, Šlepr Karel, Pelc Antonín, Pavlíček Josef – ruský legionář, Pavlíček Antonín, Rosenbaum František, Rosenbaum Antonín, Rosenbaum František, Pavlíček Antonín, Hornof Antonín, Švarc František, Hák František, Sýkora Josef, Hák Václav 1939 – 1945 František Rosenbaum na přidané desce: Na paměť legionářů 1918 – 1998 Josef Jirásek, Josef Jonák, Antonín Krob, Jan Krupička, Josef Pavlíček, Alois Rosenbaum, Václav Rosenbaum, Josef Šeller, Jaroslav Šretr, Antonín Urban, Jan Urban, Karel Vlach | pomník | Centrální evidence válečných hrobů: je evidován, CZE-2102-02997 |
| Bubovice     |            | Kategorie „World War I memorial in Bubovice (Beroun District)“ na Wikimedia Commons | 49°58′12″ s. š., 14°10′0″ v. d.  |       |             | hranol s nápisem: NA PAMÁTKU PADLÝM VOJÍNŮM 1914 - 1918 JOSEF KŘIŠŤÁL VÁCLAV KLIKA FRANT. KOCOUREK VÁCLAV HAMPL JOSEF MUŽÍK JOSEF NIKODÝM ANTONÍN JEŽDÍK JAN KOVAŘÍK VÁCLAV ŠINÁGL VÁCLAV ŽENÍŠEK PETR SRCH FRANT. STREJČEK VÁCLAV ČERVINKA | pomník | Centrální evidence válečných hrobů: je evidován, CZE-2102-03031 |
| Karlštejn    |            | Kategorie „World War I memorial in Karlštejn“ na Wikimedia Commons                  | 49°56′14″ s. š., 14°11′10″ v. d. |       | 26. 8. 1928 | FRANTIŠEK PRAŽÁK,BOHUMIL RIEGER,JAROSLAV RIEGER,ALOIS SLEPIČKA,JOSEF SVOBODA,JOSEF ŠVEC,RUDOLF ŠVEC,ANTONÍN TŮMA,FRANTIŠEK UNTERNITZ,FRANTIŠEK ZÁRUBA, JOSEF ZÁRUBA NA PAMÁTKU MUŽŮ Z BUDŇAN PADLÝCH V 1.SVĚTOVÉ VÁLCE BYL ODHALEN DNE 26.SRPNA 1928 K 10.VÝROČÍ SAMOSTATNOSTI ČESKOSLOVENSKA. TAKÉ VZPOMÍNÁME NA PADLÉ MUŽE Z OBCÍ KRUPNÁ A POUČNÍK, KTERÉ V DOBĚ VÁLKY BYLY SAMOSTATNÉ, ALE DNES JSOU SOUČÁSTÍ MĚSTYSE KARLŠTEJN. VZPOMÍNÁME IN MEMORIAL OF LOCAL MEN FALLEN DURING THE WORLD WAR I WHICH WAS REVEALED ON AUGUST 26, 1928 TO REMEMBER THE 10th ANNIVERSARY OF INDEPENDENT CZECHOSLOVAKIA. IN MEMORY | Pomník.Jehlan s podstavcem s lucernami na kamenném tarasu. Původně 3 desky se jmény a fotografiemi padlých | obnoveno 30.8.2014 CZE-2102-03039                               |
| Liteň        |            | Kategorie „Pomník padlým v 1. světové válce v Litni“ na Wikimedia Commons           | 49°54′19″ s. š., 14°8′54″ v. d.  |       | 22. 7. 1928 | hranol s křížem. Nápis: NEBYLA MARNOU OBĚŤ VAŠE BRATŘI, JI VDĚČNĚ VZPOMÍNÁ SVOBODNÁ VLAST ! | Pomník | zastavení A5 Naučné stezky LiteňCZE-2102-02979                  |
| Všeradice    |            | Kategorie „World War I memorial in Všeradice“ na Wikimedia Commons                  |                                  |       |             | hranol s nápisem: NA PAMÁTKU PADLÝM A ZEMŘELÝM LEGIONÁŘŮM A VOJÍNŮM VE SVĚTOVÉ VÁLCE JOS. FAFALA, JOS. JEČNÝ, JOS. HEYDUK, ANT. MOTL, ANT. ŠEBEK, JOS. CHALOUPKA, VÁC. ČERMÁK, ANT. MACOUREK, VÁC. KOUBÍK, ANT. ŠTĚTKA, BR. PROCHÁZKOVÉ, JOS. DUCHOŇ, VÁC. KOKRDA, VÁC. ROUTA, JOS. DOBRÝ, ANT. KUBIŠTA, ANT. BIČAN, VÁC. KADEŘÁBEK, VÁC. FRANTA. NA POČEST PADLÝCH RUDOARMĚJCŮ | Pomník | CZE-2102-03035                                                  |
| Vinařice     |            | Kategorie „World War I memorial in Vinařice“ na Wikimedia Commons                   |                                  |       |             | nápis: OBĚTEM PRVNÍ A DRUHÉ SVĚTOVÉ VÁLKY v I.světové válce - padli občané Auřada Josef čp. 9 * 1880 Houba Václav čp. 6 * 1895 Procházka Václav čp. 5 * 1896 Procházka Alois čp. 5 *1898 Roztočil Antonín čp. 20 * 1893 Skala František čp. 28 * 1886 Věchtík Václav čp. 13 * 1889 Zikán Josef čp. 16 * 1892 1914 1918 1939 - 1945 II. světová válka Hecht Rudolf *1879 †1944 Dachau Hechtová Helena *1879 †1944 Dachau Hecht Otto *1906 †1945 Terezín Becková Anna *1908 †1944 Dachau židé z čp. 29 | Pomník | Centrální evidence válečných hrobů: CZE-2102-02990              |